# Dwergzwelghaai
De dwergzwelghaai (Centrophorus atromarginatus) is een vis uit de familie van zwelghaaien en snavelhaaien (Centrophoridae) en behoort derhalve tot de orde van doornhaaiachtigen (Squaliformes). De vis kan een lengte bereiken van 87 centimeter.

## Leefomgeving
De dwergzwelghaai prefereert een diepwaterklimaat en leeft in de Indische Oceaan en het westen van de Grote Oceaan. De diepteverspreiding is 183 tot 450 meter onder het wateroppervlak.

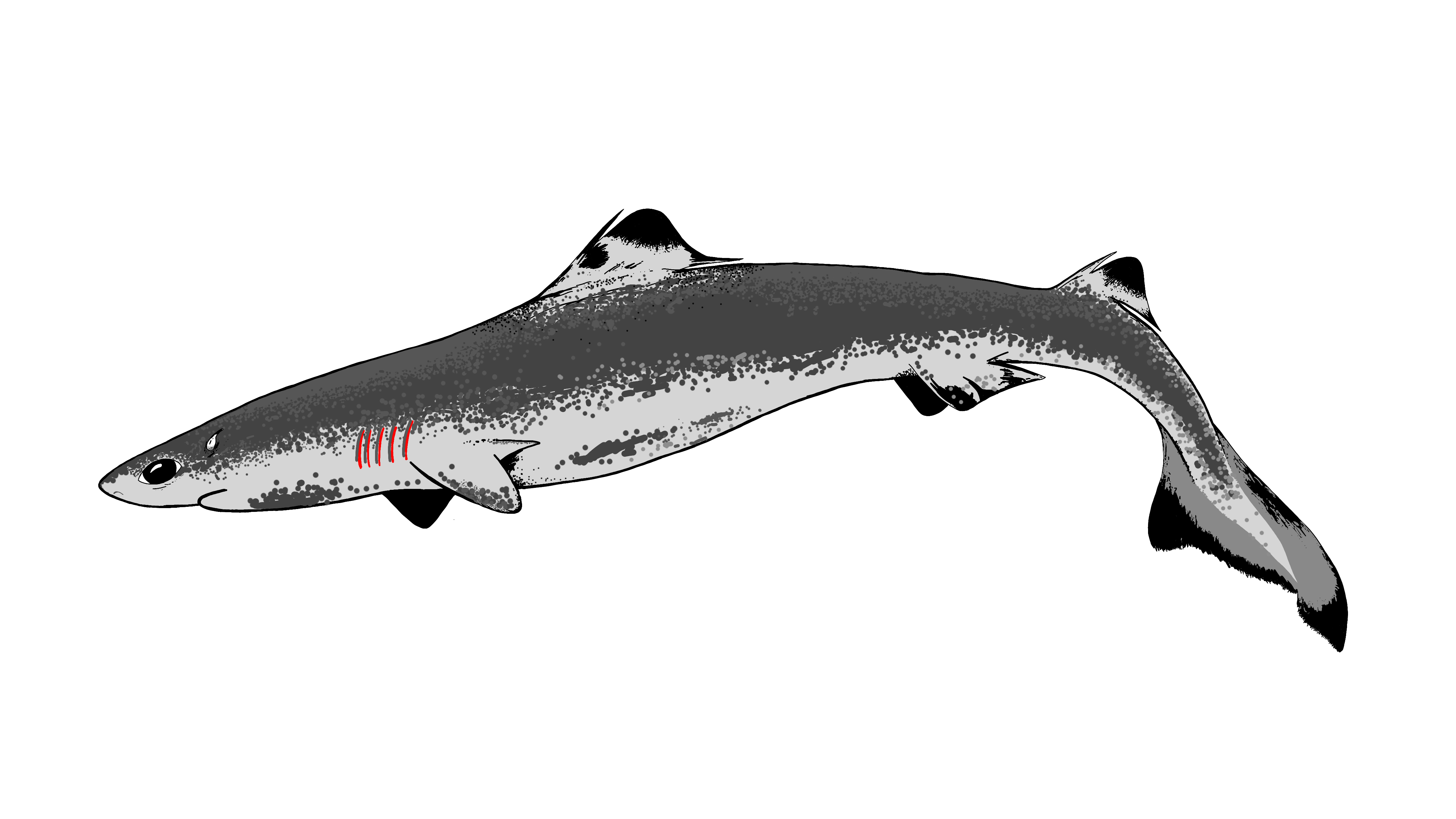
Illustratie van Centrophorus atromarginatus